# Voltaire (couraçado)
O Voltaire foi um couraçado pré-dreadnought operado pela Marinha Nacional Francesa e a quarta embarcação da Classe Danton, depois do Danton, Condorcet e Diderot, e seguido pelo Mirabeau e Vergniaud. Sua construção começou em julho de 1907 na Forges et Chantiers de la Méditerranée e foi lançado em janeiro de 1909, sendo comissionado em agosto de 1911. Era armado com quatro canhões de 305 milímetros em duas torres de artilharia duplas, tinha um deslocamento de mais de dezoito mil toneladas e conseguia alcançar uma velocidade máxima de dezenove nós.
O Voltaire teve uma carreira tranquila em tempos de paz, com suas principais atividades consistindo em exercícios de rotina. A Primeira Guerra Mundial começou em 1914 e o navio tentou, sem sucesso, encontrar os cruzadores alemães SMS Goeben e SMS Breslau. Depois disso foi designado para o Mar Adriático a fim de conter a Marinha Austro-Húngara, com sua principal ação tendo sido a Batalha de Antivari. Em 1916 foi enviado para a Grécia a fim de pressionar o governo grego a entrar na guerra do lado dos Aliados, permanecendo no local até quase o fim do conflito em 1918.
A embarcação foi torpedeada pelo submarino alemão SM UB-48 em outubro de 1918 enquanto seguia para Milos. Passou por modernizações no início da década de 1920 e depois foi utilizado como navio-escola de 1927 até meados da década de 1930. O Voltaire foi marcado para descarte em março de 1937 e acabou deliberadamente afundado na Baía de Quiberon em maio do ano seguinte a fim de poder atuar como um alvo de tiro permanente. Seus destroços permaneceram no local até serem vendidos em dezembro de 1949 e desmontados a partir de março de 1950.

## Projeto
Embora os navios da classe Danton representassem uma melhoria significativa em relação à classe Liberté, especialmente com o aumento de deslocamento de 3 mil toneladas, eles foram superados pelo advento do dreadnought bem antes de serem concluídos. Isto, combinado com outras características desvantajosas, incluindo o grande peso em carvão que tinham que transportar, fez deles navios pouco bem-sucedidos, embora seus numerosos canhões de tiro rápido fossem de alguma utilidade no Mediterrâneo.
O Voltaire tinha 146,6 metros de comprimento total e tinha uma boca de 25,8 metros e um calado de carga total de 9,2 metros. Ele deslocava 19 736 toneladas em carga profunda e tinha uma tripulação de 681 oficiais e soldados. O navio era movido por quatro turbinas a vapor Parsons, usando vapor gerado por vinte e seis caldeiras Belleville. As turbinas foram avaliadas em 16 800 kW e proporcionou uma velocidade máxima de cerca de 19 nós (35 quilômetros por hora). O Voltaire, no entanto, atingiu uma velocidade máxima de 20,7 nós (38,3 quilômetros por hora) durante seus testes no mar. Ele transportava no máximo 2 027 toneladas de carvão, o que lhe permitia navegar por 3 370 milhas náuticas (6 240 quilômetros). a uma velocidade de 10 nós (19 quilômetros por hora).
A bateria principal do Voltaire consistia em quatro canhões de 305 milímetros/45 Modèle 1906 montados em duas torres de canhões gêmeas, uma na proa e uma na popa. A bateria secundária consistia em doze canhões de 240 milímetros/50 Modèle 1902 em torres duplas, três de cada lado do navio. Vários canhões menores foram transportados para defesa contra torpedeiros. Entre eles estavam dezesseis canhões L/65 de 75 milímetros e dez canhões de 47 milímetros. O navio também estava armado com dois tubos de torpedos de 450 milímetros. O cinturão principal do navio era de 270 milímetros de espessura e a bateria principal era protegida por até 300 milímetros de armadura. A torre de comando também tinha 300 milímetros de espessura nas laterais.

### Modificações de guerra
Durante a guerra, canhões antiaéreos de 75 milímetros foram instalados nos tetos do navio, além de duas torres de 240 milímetros na proa do navio. Em 1918, o mastro principal foi encurtado para permitir que o navio fosse equipado com um balão amarrado, além de um aumento na elevação dos canhões de 240 milímetros, o que estendeu seu alcance para 18 mil metros.

## Carreira
A construção do Voltaire foi iniciada em 26 de dezembro de 1906 por Forges et Chantiers de la Méditerranée em La Seyne-sur-Mer e o navio foi batido em 20 de julho de 1907. Ele foi lançado em 16 de janeiro de 1909 e concluído em 5 de agosto de 1911. O navio foi designado para a Segunda Divisão do 1º Esquadrão (escadre) da Frota do Mediterrâneo quando foi comissionado. O navio participou de manobras combinadas da frota entre Provença e Tunísia em maio-junho de 1913 e da subsequente revisão naval conduzida pelo presidente da França, Raymond Poincaré, em 7 de junho de 1913. Depois, o Voltaire juntou-se ao seu esquadrão na sua digressão pelo Mediterrâneo Oriental em Outubro-Dezembro de 1913 e participou no grande exercício da frota no Mediterrâneo em Maio de 1914.

### Primeira Guerra Mundial
No início de agosto de 1914, o navio cruzou o Estreito da Sicília na tentativa de impedir que o cruzador de batalha alemão SMS Goeben e o cruzador leve SMS Breslau avançassem para o oeste. Em 16 de agosto de 1914, a frota combinada anglo-francesa sob o comando do almirante Augustin Boué de Lapeyrère, incluindo o Voltaire, fez uma varredura no Mar Adriático. Os navios aliados encontraram o cruzador austro-húngaro SMS Zenta, escoltado pelo contratorpedeiro SMS Ulan, bloqueando a costa de Montenegro. Havia muitos navios para o Zenta escapar, então ele ficou para trás para permitir que o Ulan fugisse, sendo afundado por tiros durante a Batalha de Antivari, na costa de Bar, Montenegro. O Voltaire posteriormente participou de uma série de ataques ao Adriático no final do ano e patrulhou as Ilhas Jônicas. De dezembro de 1914 a 1916, o navio participou do bloqueio distante do Estreito de Otranto enquanto estava baseado em Corfu. Em 1 de dezembro de 1916, alguns de seus marinheiros, transportados para Atenas por seu navio irmão Mirabeau, participaram da tentativa dos Aliados de garantir a aquiescência grega às operações aliadas na Macedônia. O Voltaire passou parte de 1917 até abril de 1918 baseado em Mudros para impedir que o Goeben invadisse o Mediterrâneo.

O navio foi revisado de maio a outubro de 1918 em Toulon. Ao retornar para Mudros em 10 de outubro, o navio foi torpedeado pelo UB-48 na ilha de Milos. Apesar de ter sido atingido por dois torpedos, ele conseguiu fazer reparos temporários em Milos antes de navegar para Bizerte para reparos permanentes. O Voltaire esteve sediado em Toulon durante 1919 e foi modernizado em 1922-1925 para melhorar a sua proteção subaquática. O couraçado se tornou um navio de treinamento em 1927 e foi descomissionado em 17 de março de 1937. Ele foi afundado na Baía de Quiberon (França) em 31 de maio de 1938 para uso de longo prazo como alvo; o naufrágio foi vendido em dezembro de 1949 e desmontado a partir de março de 1950.